# Drutmar Cremer
Drutmar Cremer OSB (* 26. Januar 1930 in Koblenz; † 14. März 2021 in Abtei Maria Laach) war ein deutscher Schriftsteller, Verleger und Theologe.

## Leben
Drutmar Cremer besuchte das Aloisiuskolleg in Bad Godesberg, an dem er das Abitur ablegte. 1952 trat er in die Benediktinerabtei Maria Laach ein. Nach einem Studium der Philosophie und Theologie wurde er 1958 zum Priester geweiht. Von 1960 bis 1967 war er als Jugendseelsorger in Maria Laach tätig. Ab 1971 leitete er den Kunstverlag Maria Laach sowie die dort ansässigen Kunstwerkstätten. Von 1991 bis 2002 war Drutmar Cremer Prior der Abtei.

### Weihnachtslegenden
Cremers bekannteste Werke sind wohl seine bereits ab den 1960er-Jahren entstandenen Weihnachtslegenden besonders um Malaika, den schwarzen Engel, deren bis heute andauernde Popularität sich auch auf Gert Westphals meisterliche Interpretation der Texte für die Sprechplatte bzw. die Wiederveröffentlichung als Hörbuch gründet.
Bei der Figur Malaika handelt es sich um einen neugierigen, kleinen, schwarzen Engel, der bei seinen Erkundungsflügen durch den Himmel interessante, nicht immer bequeme Beobachtungen macht. Als er aber in der Weihnachtsnacht mit dem Himmelschor nach Betlehem reisen darf, ergreift Malaika die Chance, den Menschen ein wenig von Gottes Weisheit mitzuteilen.

### Lyrik
Charakteristisch für das lyrische Werk des Dichters Drutmar Cremer ist sein sparsames Vokabular, der Verzicht auf jegliche unnötige Ausschmückung. Teilweise meditativ zu nennen ist der Stil, in dem er Gedichte u. a. auch zu Bildern Chagalls schrieb, und immer ist in seiner Lyrikproduktion wie auch in seinen sonstigen literarischen Arbeiten die Kraft und der Einfluss seines Glaubens zu erkennen, ohne dass dieser im Vordergrund stehen muss.

### Sonstiges
Des Weiteren gehören Veröffentlichungen seiner Predigten, Gebete, christliche Betrachtungen, aber auch Publikationen, die man heute am ehesten dem Bereich Lebenshilfe zuordnen würde, zu Cremers umfangreichem schriftstellerischen Schaffen.